# Wayland (protocol)
Wayland  és un protocol de servidor gràfic i una biblioteca per Linux que implementa aquest protocol. Wayland és programari lliure. Les biblioteques libwayland-server  i libwayland-client van ser alliberades sota la llicència MIT i el compositor de demostració originalment sota els termes de la LGPLv2. Es va planificar canviar tot el projecte a la llicència LGPLv2, però això no va passar i actualment tot el projecte utilitza llicència MIT.
Els desenvolupadors de Wayland són, en la seva gran majoria, desenvolupadors de X.Org Server. El nom "Wayland" ve del poble de Wayland, Massachusetts. Høgsberg estava conduint a través d'aquest poble quan els conceptes darrere de Wayland van "cristal·litzar".
Wayland proporciona un mètode perquè els gestors de composició de finestres es comuniquin directament amb les aplicacions i el maquinari de vídeo. S'espera que també sigui possible la comunicació amb hardware d'entrada usant altres biblioteques. Les aplicacions renderitzen els gràfics en els seus propis buffers i el gestor de finestres es converteix en el servidor gràfic, fent una composició amb aquests buffers per formar la visualització en pantalla de les finestres de les aplicacions. Aquest és un enfocament més simple i més eficient que utilitzar un gestor de composició de finestres amb el X Window System.
S'espera que els gestors de composició de finestres existents, com KWin i Mutter, implementin suport per Wayland de forma directa, per convertir-se en compositors Wayland/servidors gràfics.

## Ús
Wayland és considerat com el futur servidor substitut de X.Org. Per facilitar la transició, els desenvolupadors han creat XWayland, un servidor X que s'executa com a client de Wayland i, per tant, és capaç de mostrar aplicacions de client X11 natives en un entorn de composició de finestres Wayland. El primer desplegament de Wayland ha d'ocórrer dins del projecte MeeGo desenvolupat per Intel i Nokia. Les distribucions Fedora i Mandriva consideren seriosament la integració de reemplaçar X.Org. Ubuntu va distribuir Wayland com a predeterminat en Ubuntu 17.10 (Artful Aardvark), però va tornar a X. Org per a Ubuntu 18.04 LTS, ja que Wayland encara té problemes amb l'ús compartit de la pantalla i les aplicacions d'escriptori remot, i tampoc no es recupera correctament de les fallades amb el gestor de finestres. A la versió d'Ubuntu 20.04 LTS, Xorg encara va ser el servidor gràfic per defecte.